# Ochsenturm (Imsum)

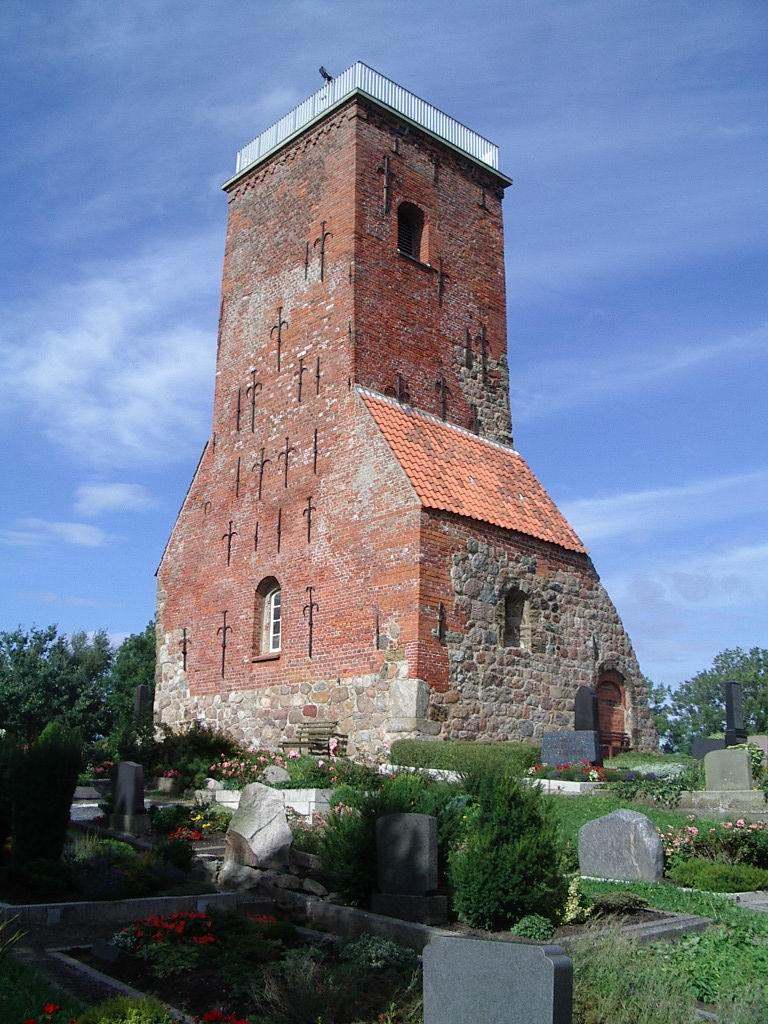
Ochsenturm von Südwesten

Der Ochsenturm ist der Überrest der mittelalterlichen Bartholomäuskirche des früheren Kirchspiels Imsum. Er steht auf der Warft, die sich knapp hinter dem Deich der Außenweser erhebt. Der Turm ist vom alten Friedhof umgeben, der heute zum Teil von der Zionkirchengemeinde und zum Teil kommunal verwaltet wird.

## Kirchspiel
Das Kirchspiel Imsum umfasste die gleichnamige Wurt mit der Kirche, dem Pfarrhof und dem Haus des Vikars bzw. später des Organisten, die Dörfer Dingen (das heutige Imsum, mehr als 1 km weiter landeinwärts), Weddewarden und Lebstedt sowie die einstelligen Höfe Weddewardener Büttel und Halsum bei Lehe. Imsum ist heute die westlichste Ortschaft der Stadt Geestland und grenzt nördlich an den Bremerhavener Stadtteil Weddewarden. Beide gehörten historisch zum Land Wursten.

## Bauwerk

Foto von L.Brade 1878 kurz vor dem Abriss

Nach der Überlieferung und einer heute nicht mehr vorhandenen Jahreszahl am Fuß des Turmes wurde die Kirche im Jahr 1218 errichtet. Sie war ein rechteckiger Feldsteinbau mit eingezogenem quadratischem Chor. Geweiht war sie dem Heiligen Bartholomäus und dem Apostel Thomas.
Wie aus den unterschiedlichen Materialien zu ersehen ist, war außer dem Kirchenschiff auch der Turm zunächst aus Feldstein errichtet. Um 1500 wurde in mittelalterlichem Klosterbackstein der breite Granitbogen zum westlichen Joch bis auf zwei kleinere Bögen zugemauert und der Turm erhöht. Nach Süden hat er ein Korbbogenfenster, nach Osten etwas höher sitzend zwei ungleiche, mit neuzeitlichem Backstein vermauerte Fensteröffnungen, die kleinere mit einem Segmentbogen, die größere mit einem Segmentbogen mit angedeutet spitzem Scheitel. Unter dem oberen Mauerabschluss ist der Turm mit einem gotischen Zackenfries geschmückt.

## Geschichtliches

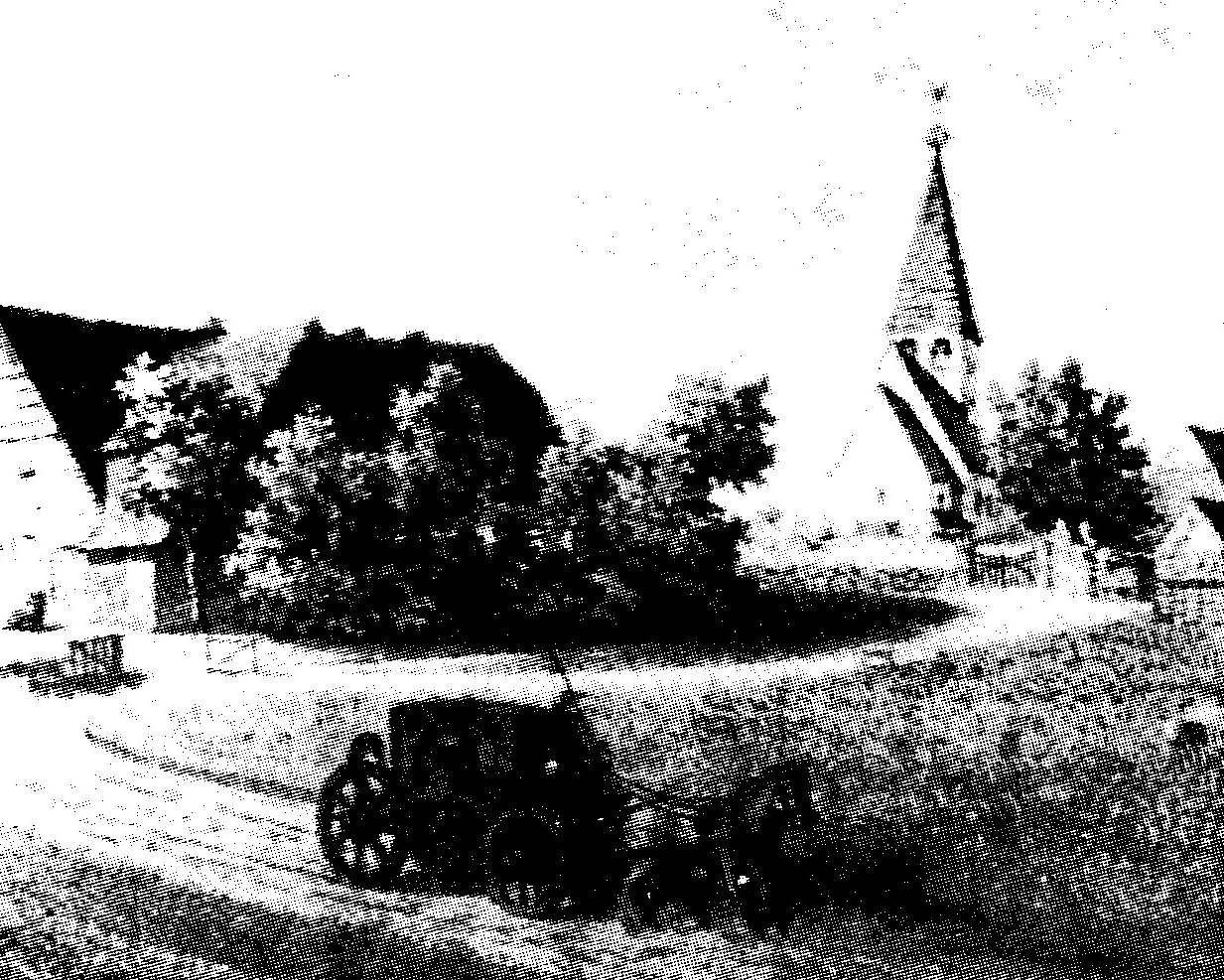
Pfarre Dingen im Land Wursten (Imsum)

Das Dorf Lebstedt, welches vielleicht mit dem Ort Luppinge in der ältesten Imsumer Urkunde von 1091 identisch war, ging zu einem unbekannten Zeitpunkt in einer der großen Sturmfluten unter.
In der Franzosenzeit (1803–1813) diente die Bartholomäuskirche dem Geheimbund Schwarzer Fisch als nächtlicher Treffpunkt. Unter der Führung von Anton Biehl bereitete der Geheimbund einen Aufstand gegen die Franzosen vor.

Zeichnung des Ochsenturms durch Hermann Adickes in seiner Seminararbeit vom 3. Sept. 1912

Der südlich von Weddewarden an der Grenze zu Lehe liegende Bauernhof der Familie Brinkama, der große Teile des Kirchspiels umfasste, musste ab 1867 dem Bau der Weserforts Brinkamahof zur Verteidigung der Wesermündung weichen. Die Forts fielen im 20. Jahrhundert Bauarbeiten im stadtbremischen Überseehafengebiet in Bremerhaven zum Opfer.
1875 brannte die Kirche nach einem Blitzschlag ab. Daraufhin errichtete die hannoversche Landeskirche von 1875 bis 1877 in Weddewarden ein neues Kirchengebäude, die Zionkirche. Das bei dem Brand gerettete Inventar, ein bronzenes Taufbecken von 1384 und die Reliefs einer Kanzel von Jürgen Heitmann dem Jüngeren von 1672 sowie die Glocke von Hermann, einem Sohn des Glockengießers Ghert Klinghe, aus dem Jahr 1455 befinden sich in der Zionkirche.
Die Bartholomäuskirche wurde 1877 bezüglich des Kirchenschiffs auf Abriss verkauft; den Turm wollte der Käufer, das Tonnen- und Bakenamt, als Seezeichen erhalten. Der Abriss erfolgte 1895. Turm und Turmjoch der alten Kirche wurden gesichert und der runde Bogen zum ehemaligen Kirchenschiff mit Backstein zugemauert. Eine Restaurierung wurde 1930 durchgeführt. Der Turm dient heute als Aussichtsturm, der einen guten Blick auf das Container-Terminal in Bremerhaven, die Außenweser und das Land Wursten ermöglicht. 

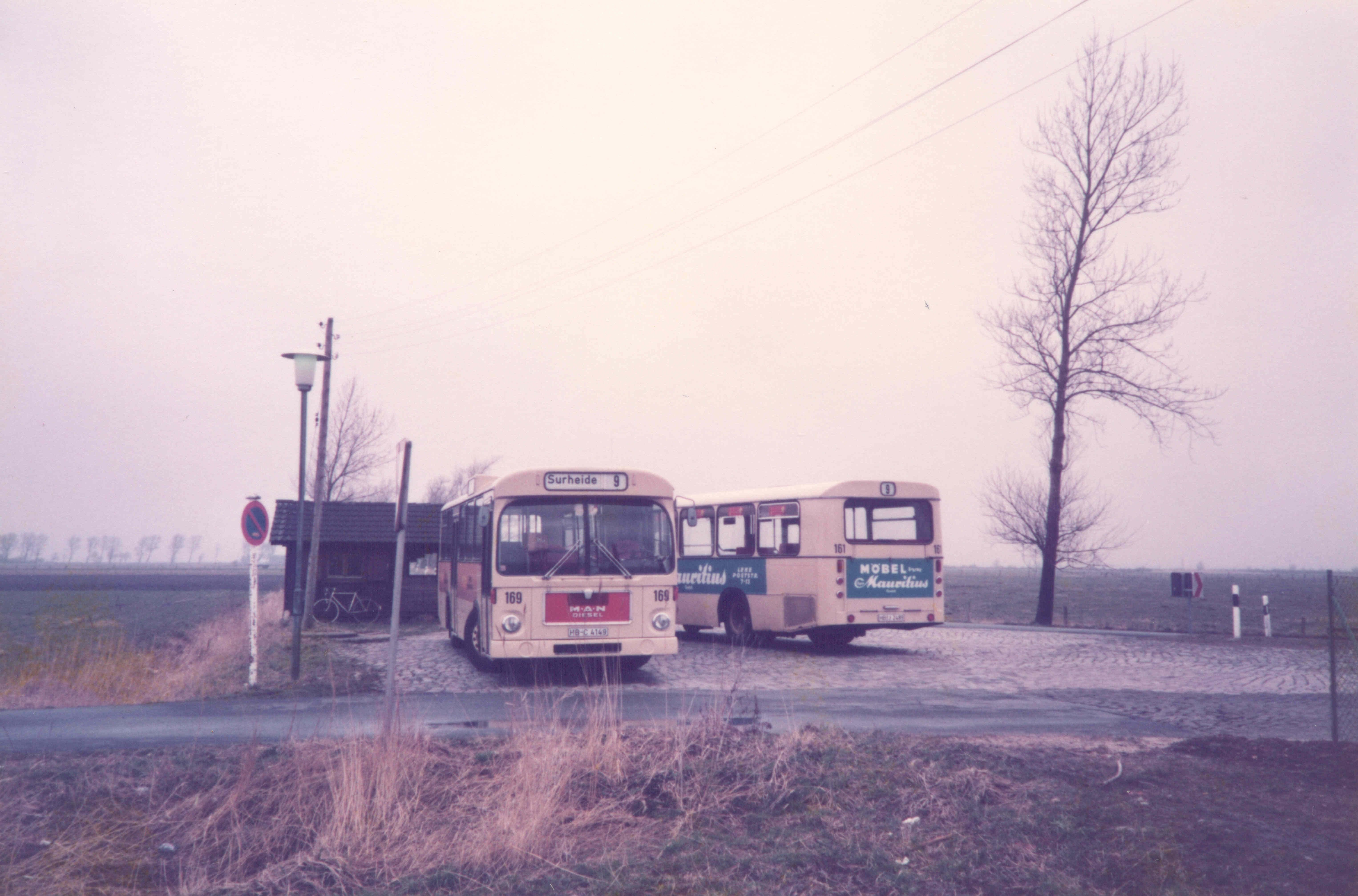
Ab 1984 konnte der Ochsenturm mit der Linie 9 erreicht werden: Hier die damalige Endstelle in Imsum

## Verkehrsanbindung
Eine Busanbindung der Verkehrsgesellschaft Bremerhaven AG (VGB) gab es von 1962 bis 1995. Die Haltestelle trug zeitweise den Namen Ochsenturm, war aber etwa 750 m vom Turm entfernt. Der Verkehr nach Imsum Ort (längerer Fußweg) besteht weiterhin. Das reguläre ÖPNV-Angebot (Linie 509): 30-Minuten-Takt in die Bremerhavener Innenstadt.
Der Weser-Radweg führt auf der Strecke von Bremerhaven nach Cuxhaven entlang des Deiches am Ochsenturm vorbei. Die von der Wurster Landstraße (L 129) abzweigende schmale Zufahrtsstraße Beim Ochsenturm endet beim Turm, dort stehen einige PKW-Parkplätze zur Verfügung. Treppen führen über den Deich ans Weserufer.

## Sagen und Legenden
- Aus Lebstedts letzten Tagen[6][7]
- Der Ochsenturm[8]
- Die Imsumer Taufe[9]